# Allium talijevii
Allium talijevii là một loài thực vật có hoa trong họ Amaryllidaceae. Loài này được Klokov mô tả khoa học đầu tiên năm 1950.